# Pierre Baour-Lormian
Louis Pierre Marie François Baour-Lormian (født 24. marts 1770, død 18. september 1854) var en fransk digter. 
Baour-Lormian udgav i 1795 en oversættelse af Tassos hovedværk Jérusalem délivrée (helt omarbejdet udgave 1819) og i 1801 en oversættelse af Ossians sange, Poésies d'Ossian.
Baour-Lormian er nok mest berømt for sin kamp mod romantikken. Hans egne tragedier gjorde ingen lykke; Mahomet II (1811) faldt aldeles til jorden. I 1815 blev han medlem af 
Akademiet.
I sin komedie Le classique et le romantique og i satiren Canon d'alarme affyrer han de groveste skældsord mod romantikerne, hvem han paralleliserer med keltringer og Circes svin. Det gik så vidt, at Baour-Lormian sammen med seks andre klassikere formelig indgav et bønskrift til kong Karl X om at udelukke romantikken fra Théâtre français; derved gav de sig selv dødsstødet.
Af Baour-Lormians andre værker kan nævnes Veillées politiques et morales (1811), en roman: Duranti, ou la ligue en province (4 bind 1828), Légendes, ballades et fabliaux (1829), og hans sidste arbejde; en oversættelse af Jobs Bog, som han fuldendte, efter at han var blevet blind.